# Republika Noli
Republika Noli neboli Nolinská republika (italsky Repubblica di Noli) byl malý městský stát v severní Itálii, který se počítá mezi takzvané italským námořní republiky. Zahrnoval město Noli a jeho okolí. Městský stát, aby svou existenci, byl po většinu doby (od roku 1202) protektorátem mocnější Janovské republiky.

## Historie

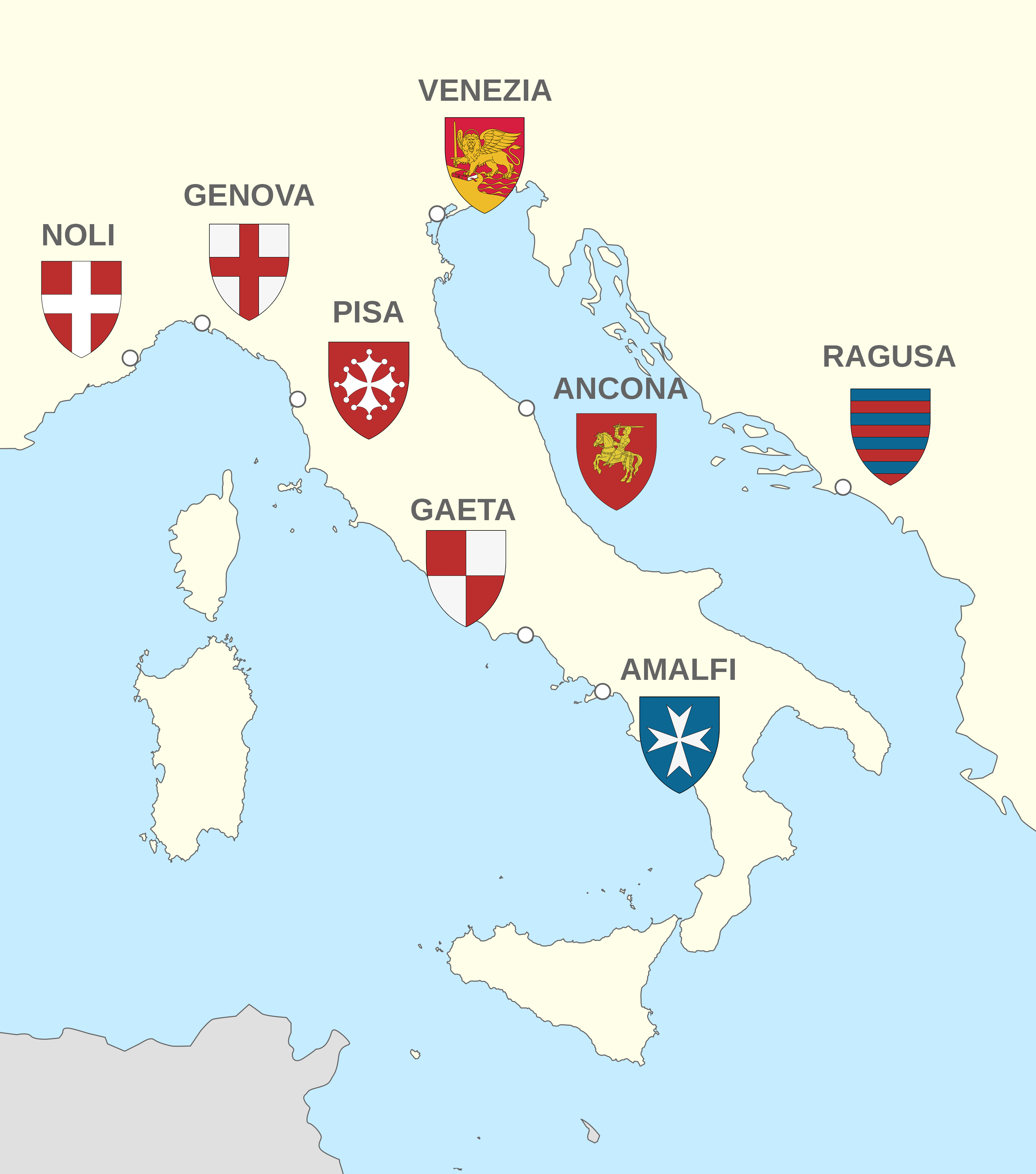
Poloha center italských námořních republik

Republika vznikla oddělením z Finalského markrabství roku 1192, formálně byla uznána císařem Jindřichem VI. roku 1196. V roce 1202 učinila opatření, aby nemohla být snadno napadena markrabstvím a městem Savona, tím, že uzavřela spojenectví se silnější Janovskou republikou a stala se jejím protektorátem.
Na vrchol významu se dostala ve 13. století, v roce 1239 zde papež Řehoř IX. zřídil biskupství, jež existovalo až do roku 1820. Úpadek nastal koncem 14. století, kdy z námořní obchodní mocnosti postupně upadla do podoby rybářská vesnice.
Republika zanikla 2. prosince 1797 poté, co ji obsadila francouzská vojska pod Napoleonovým vedením.